# Nautilus (Schiff, 1874)
SMS Nautilus war ein österreichisches Kanonenboot, das von 1884 bis 1887 eine Forschungsreise nach Ostasien unternahm. Die Ergebnisse wurden 1892 von Jerolim Freiherr von Benko unter dem Titel: „Die Schiffs-Station der k. und k. Kriegs-Marine in Ost-Asien“ veröffentlicht. Benannt war das Boot nach dem Nautilus.

## Geschichte
Nach der Indienststellung 1874 wurde die Nautilus zur Verfügung des Botschafters in Konstantinopel gestellt. Danach war sie bis 1878 in der Levante eingesetzt. 1879 war das Kanonenboot stationär der Marinestation Dalmatien zugeteilt. 1882 wurde es aufgrund des Zweiten Aufstands in Krivošije zur Unterstützung von Feldmarschallleutnant Stephan von Jovanović eingesetzt und beschoss die Aufständischen am 7. und 23. März. Anschließend versah das Boot wieder Dienst in der Levante.
1884 erfolgte in Pola die Ausrüstung für eine Expedition (Missionsreise) nach Ostasien. Kommandant war Fregattenkapitän Karl Spetzler (* 22. Februar 1842 in Konstantinopel, † 29. Mai 1910 in Graz). Ziel der Reise war neben der Mannschaftsausbildung die Prüfung der eigenen Schifffahrtslinien und Handelsmöglichkeiten. Die Nautilus lief am 30. August 1884 aus Pola aus. Nach Besuchen von Häfen in Griechenland und im Osmanischen Reich durchquerte sie im November den Suezkanal und traf am 3. Februar 1885 in Batavia/Niederländisch-Ostindien ein.
Von dort aus setzte sie die Reise nach Singapore, Siam, British Malaya, Indochina, China und Japan fort. Am 6. September 1885 geriet sie in einen Taifun; die Schäden in der Takelage wurden in Hongkong behoben. Im November traf sie in Singapore auf SMS Saida, um die Mannschaft zu wechseln. Anschließend wurde die Missionsreise nach Burma, Niederländisch-Indien, die spanischen Philippinen und China fortgesetzt.
Im Juni 1886 besuchte die Nautilus den russischen Hafen Wladiwostok und im August Yokohama. Sie kehrte über Singapore und Britisch-Ceylon zurück in den Suezkanal und traf am 1. Januar 1887 in Port Said ein. Am 18. Januar lief sie wieder in Pola ein. Auf ihrer Reise hatte die Nautilus 41.572 Seemeilen zurückgelegt und sich trotz ihrer geringen Größe bewährt. Kommandant Spetzler wurde für seine Verdienste geadelt und erhielt den Namenszusatz „von Oltramar“ (Oltramar = Übersee).
Bis 1912 führte das Kanonenboot beinahe ausschließlich Ausbildungsfahrten in der Adria und im östlichen Mittelmeer durch. Ab 1914 war es in Pola Wohnschiff für Arbeiter. Die Nautilus ging 1920 vermutlich als Kriegsbeute an Italien und wurde, soweit bekannt, zuletzt als Munitionsdepot aufgebraucht. 1924 war sie bereits demoliert, d. h. abgewrackt.

## Zusätzliche technische Daten
- Größe: 577 t
- Tiefe im Raum: 3,64 m